# Liste des maires de La Chapelle-sur-Erdre
La liste des maires de La Chapelle-sur-Erdre présente la liste des maires de la commune française de La Chapelle-sur-Erdre, située dans le département de la Loire-Atlantique en région Pays de la Loire.

## L'hôtel de ville
L'hôtel de ville actuel est situé dans le château de la Gilière, édifice construit par le docteur Adolphe Ollivry en 1840. Ce manoir, acquis par la commune en 1977, abrite la mairie depuis 1980.
Il est par ailleurs inscrit à l'inventaire supplémentaire des monuments historiques.
Depuis avril 2021, d'importants travaux de rénovation du bâtiment ont lieu.

## Liste des maires

### Sous l'Ancien Régime
| Période                                  | Période | Identité         | Étiquette | Qualité |
| ---------------------------------------- | ------- | ---------------- | --------- | ------- |
| Les données manquantes sont à compléter. |         |                  |           |         |
| 1755                                     |         | Benjamin Lagarde |           |         |

### Entre 1800 et 1945
| Période                                  | Période          | Identité                                    | Étiquette           | Qualité |
| ---------------------------------------- | ---------------- | ------------------------------------------- | ------------------- | --- |
| Les données manquantes sont à compléter. |                  |                                             |                     | |
| 28 juillet 1800                          | 17 janvier 1815  | Benjamin Lagarde de la Varenne (1755-?)     |                     | Propriétaire rentier |
| 27 janvier 1815                          | 4 juillet 1816   | Jean-Antoine Chesnard de Sorbay (1777-1860) |                     | |
| 4 juillet 1816                           | 22 février 1834  | Félix de Royers de La Poignardière          |                     | |
| 22 février 1834                          | 15 mars 1839     | Denis Clouet (1791-1873)                    |                     | Notaire royal certificateur et propriétaire |
| 15 mars 1839                             | 21 mai 1839      | Anselme Fleury                              |                     | |
| 21 mai 1839                              | 25 octobre 1843  | François Nogue (1792-1859)                  |                     | Laboureur |
| 25 octobre 1843                          | 26 octobre 1870  | Anselme Fleury                              | Majorité dynastique | Négociant Député de la Loire-Inférieure (1852 → 1870) Conseiller général de la Chapelle-sur-Erdre (1848 → 1870) |
| 26 octobre 1870                          | 14 mai 1871      | Pierre Lucas                                |                     | Laboureur |
| 14 mai 1871                              | 14 février 1874  | Rogatien de Sesmaisons                      | Légitimiste         | Comte. Officier, propriétaire du château de la Desnerie Ancien député de la Loire-Inférieure (1848 → 1851) Conseiller général de la Chapelle-sur-Erdre (1871 → 1874) Président du conseil général (1872 → 1873) Décédé en fonction |
| 4 avril 1874                             | 21 janvier 1878  | Henri Le Maignan de La Verrie (1821-1893)   |                     | Comte |
| 21 janvier 1878                          | 23 janvier 1881  | Épiphane Rozier                             |                     | |
| 23 janvier 1881                          | 20 novembre 1881 | Pierre Lucas                                |                     | Laboureur |
| 20 novembre 1881                         | 17 mai 1896      | Chrysostome Ricordeau                       |                     | |
| 17 mai 1896                              | 15 juin 1912     | Julien Poydras de la Lande                  |                     | |
| 4 août 1912                              | 27 janvier 1922  | Rogatien Levesque                           | Conservateur        | Propriétaire Conseiller général de la Chapelle-sur-Erdre (1920 → 1922) Décédé en fonction |
| 12 mars 1922                             | 16 juin 1932     | Dominique Savelli                           |                     | Ancien chef d'escadron de cavalerie Décédé en fonction |
| 31 juillet 1932                          | 25 novembre 1945 | Olivier de Sesmaisons                       | Conservateur        | Propriétaire terrien et exploitant agricole Député de la Loire-Inférieure (1945 → 1967) Conseiller général de la Chapelle-sur-Erdre (1922 → 1940 et 1945 → 1967)                                                                   |

### Depuis 1945
Depuis l'après-guerre, six maires se sont succédé à la tête de la commune.
| Période          | Période                       | Identité                | Étiquette      | Qualité |
| ---------------- | ----------------------------- | ----------------------- | -------------- | --- |
| 25 novembre 1945 | 17 mars 1963                  | Horace Savelli,         | Droite         | Exploitant agricole, ancien officier des FFL et compagnon de la Libération |
| 17 mars 1963     | 26 mars 1971                  | François Clouet         |                | Cultivateur |
| 26 mars 1971     | 18 mars 1989                  | Donatien de Sesmaisons, | RI puis UDF-PR | Ingénieur des eaux et forêts retraité Conseiller général de la Chapelle-sur-Erdre (1967 → 2001) Vice-président du conseil général (1976 → 1979) Président du SIVOM de La Chapelle-sur-Erdre Suppléant du député Édouard Landrain (1988 → 1993) |
| 18 mars 1989     | 15 mars 2008                  | Gérard Potiron          | PS             | Professeur de droit Vice-président de Nantes Métropole |
| 15 mars 2008     | 8 juillet 2024                | Fabrice Roussel         | PS             | Professeur d'économie et de commerce Député de la Loire-Atlantique (5e circ.) (2024 → ) Conseiller régional (2010 → 2012) Vice-président de Nantes Métropole (2008 → 2024) Démissionnaire après son élection comme député                      |
| 13 juillet 2024  | En cours (au 14 juillet 2024) | Laurent Godet           | Divers gauche  | Consultant en stratégies Adjoint au maire (2014 → 2024) |

## Biographies des maires

### Biographie du maire actuel

#### Laurent Godet
(17 janvier 1968 à Angers - )
Consultant en stratégies de développement, il est tout d'abord conseiller municipal d'opposition à Grandchamp-des-Fontaines puis il est élu en 2014 sur la liste « La Chapelle au cœur » conduite par Fabrice Roussel. En 2020, il devient adjoint au maire chargé de l'éducation, de l'enfance et de la jeunesse.
Le 13 juillet 2024, il est désigné premier édile par 25 voix sur 33, à la suite de l'élection de Fabrice Roussel comme député de la 5e circonscription de la Loire-Atlantique lors des élections législatives de 2024.

### Biographies des anciens maires

#### Fabrice Roussel
(11 avril 1973 à Nantes - )
Professeur d'économie et de commerce dans un lycée professionnel, il est élu maire en mars 2008, succédant à Gérard Potiron qui ne se représentait pas pour raisons de santé. Quelques semaines plus tard, il intègre le bureau communautaire de Nantes Métropole et est désigné vice-président. En 2010, il devient conseiller régional et le demeure jusqu'en 2012.
Réélu dans une triangulaire en 2014, il est premier vice-président de la métropole nantaise à partir de 2016 et conserve cette fonction après sa seconde réélection en 2020.
En 2022, il se déclare candidat aux élections législatives dans la 5e circonscription sous l'étiquette socialiste mais se retire après les accords conclus entre les partis politiques membres de la Nouvelle Union populaire écologique et sociale (NUPES). Il fut par ailleurs premier secrétaire fédéral du Parti socialiste de Loire-Atlantique de 2012 à 2018.
À la suite de la dissolution décidée par le président Emmanuel Macron, il est à nouveau candidat en 2024 dans la 5e circonscription, investi par le Parti socialiste et le Nouveau Front populaire. Au premier tour, il arrive en tête avec 37,73 % des suffrages, talonné par la ministre déléguée Sarah El Haïry (MoDem-ENS) qui obtient 36,17 % et le candidat Républicains à droite soutenu par le RN Bruno Comby qui remporte 24,73 % des voix. Au second tour, à l'issue d'une triangulaire, il est élu député avec 39,91 % contre 37,38 % pour la candidate de la majorité présidentielle et 22,70 % pour le représentant ciottiste.
Touché par le cumul des mandats, il remet sa démission de maire au préfet de la Loire-Atlantique dès le lendemain de son élection.

#### Gérard Potiron
(1943 - )
Professeur de droit, il remporte le scrutin municipal de 1989 dès le premier tour, en battant les deux listes de droite conduites respectivement par Donatien de Sesmaisons, maire sortant et élu depuis 18 ans, pour l'UDF et Jean-Pierre Baudouin, ancien adjoint, pour le RPR. Cette victoire fait ainsi basculer la commune à gauche et il est élu premier édile le 18 mars 1989. Réélu en 1995 et 2001, il est aussi vice-président de Nantes Métropole.
Candidat à sa réélection en 2008, il doit finalement se retirer après des soucis de santé, cédant la tête de liste à Fabrice Roussel.

#### Donatien de Sesmaisons
(30 octobre 1922 à Paris 16e - 16 avril 2018 à Paris 15e)
Fils d'Olivier de Sesmaisons, maire de 1932 à 1945 et député après-guerre, il est ingénieur des eaux et forêts et porte le titre de marquis. En 1967, il est élu conseiller général de la Chapelle-sur-Erdre sous l'étiquette des Républicains indépendants, à la suite d'une élection partielle, et succède à son père, décédé en fonction.
Quatre ans plus tard, il devient maire de la commune puis président du SIVOM du canton de la Chapelle-sur-Erdre, intercommunalité dissoute en 1994 à la suite de l'adhésion de La Chapelle-sur-Erdre au District de l'agglomération nantaise. De 1976 à 1979, il est vice-président du conseil général.
Reconduit dans ses fonctions en 1977 et 1983, il est cependant sévèrement battu lors des élections municipales de 1989 par le socialiste Gérard Potiron. Il demeure conseiller général jusqu'en 2001, année où il se retire de la vie politique.
Il fut par ailleurs le suppléant du député centriste Édouard Landrain de 1988 à 1993 (IXe législature).

#### François Clouet
Cultivateur, il est élu premier édile le 17 mars 1963. Reconduit lors du scrutin de mars 1965, il n'est pas candidat à un nouveau mandat en 1971. Donatien de Sesmaisons, conseiller municipal sortant, le remplace à la tête de la commune.

#### Horace Savelli
(27 novembre 1906 à Luçon - 2 juin 1998 à Paris)

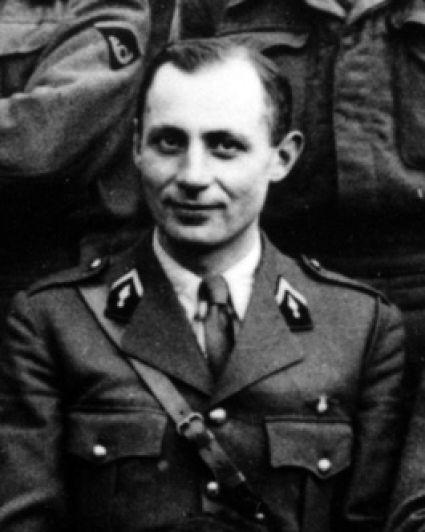
Horace Savelli au début des années 1940.

Fils de Dominique Savelli, maire de 1922 à 1932, il est ingénieur agronome et officier des Eaux et Forêts avant-guerre, portant le titre de comte. En 1934, il décroche son premier mandat électif en devenant conseiller d'arrondissement d'« union républicaine ». Lorsque le second conflit mondial éclate, il est mobilisé en tant que lieutenant. À la fin de la « drôle de guerre », il s'engage dans la France libre et sert les Forces françaises libres (FFL) en tant qu'officier. Il combat alors en Afrique puis participe aux campagnes de Tunisie, de Normandie et de Lorraine. Élevé au grade de chef d'escadron en 1944, il est nommé chef de cabinet d'André Diethelm, ministre de la guerre du gouvernement provisoire de la République française. Le 20 novembre de la même année, il reçoit le titre de compagnon de la Libération.
L'année suivante, il s'installe dans la commune comme exploitant agricole et est élu premier édile. Reconduit à trois reprises, il est arrêté en mars 1962 à cause de son soutien à l'OAS et à l'Algérie française. Condamné à 13 ans de prison, il est contraint de quitter ses fonctions. Deux ans plus tard, il bénéficie d'une mesure de grâce et est libéré.
S'il ne retrouve pas son mandat de maire, il ne quitte pas pour autant la vie politique : glissant vers l'extrême droite, il adhère au Parti des forces nouvelles (PFN) dans les années 1970 puis au Front national (FN) et ce, jusqu'à son décès en 1998.

#### Olivier de Sesmaisons
(21 mai 1894 à Saumur - 15 janvier 1967 à La Chapelle-sur-Erdre)
Fils de Donatien Louis Marie de Sesmaisons (1863-1932), il porte le titre de comte puis de marquis. Propriétaire terrien et exploitant agricole, il est élu conseiller général conservateur en 1922 puis maire dix ans plus tard. Il siège sur les bancs du conseil général jusqu'en 1940, année où le régime de Vichy se met en place. Il conserve cependant ses fonctions de maire durant toute l'occupation.
Après-guerre, il retrouve son siège de conseiller général et est élu membre des deux Assemblées nationales constituantes puis député de la Loire-Inférieure sous l'étiquette du Parti républicain de la liberté (PRL). Constamment réélu à l'Assemblée nationale et au département, il meurt en cours de mandat le 15 janvier 1967.

#### Dominique Savelli
(12 août 1864 à Rome - 16 juin 1932)
Comte, il fut chef d'escadron de cavalerie au 9e régiment de cuirassiers. À la suite du décès de Rogatien Levesque en 1922, il est désigné maire de la commune et le demeure jusqu'à sa mort, le 16 juin 1932. Décoré de la Légion d'honneur à titre militaire, il est élevé au rang de chevalier en 1911 puis d'officier en 1919.

#### Rogatien Levesque
(25 juillet 1844 à Nantes - 27 janvier 1922 aux Forges de Paimpont)

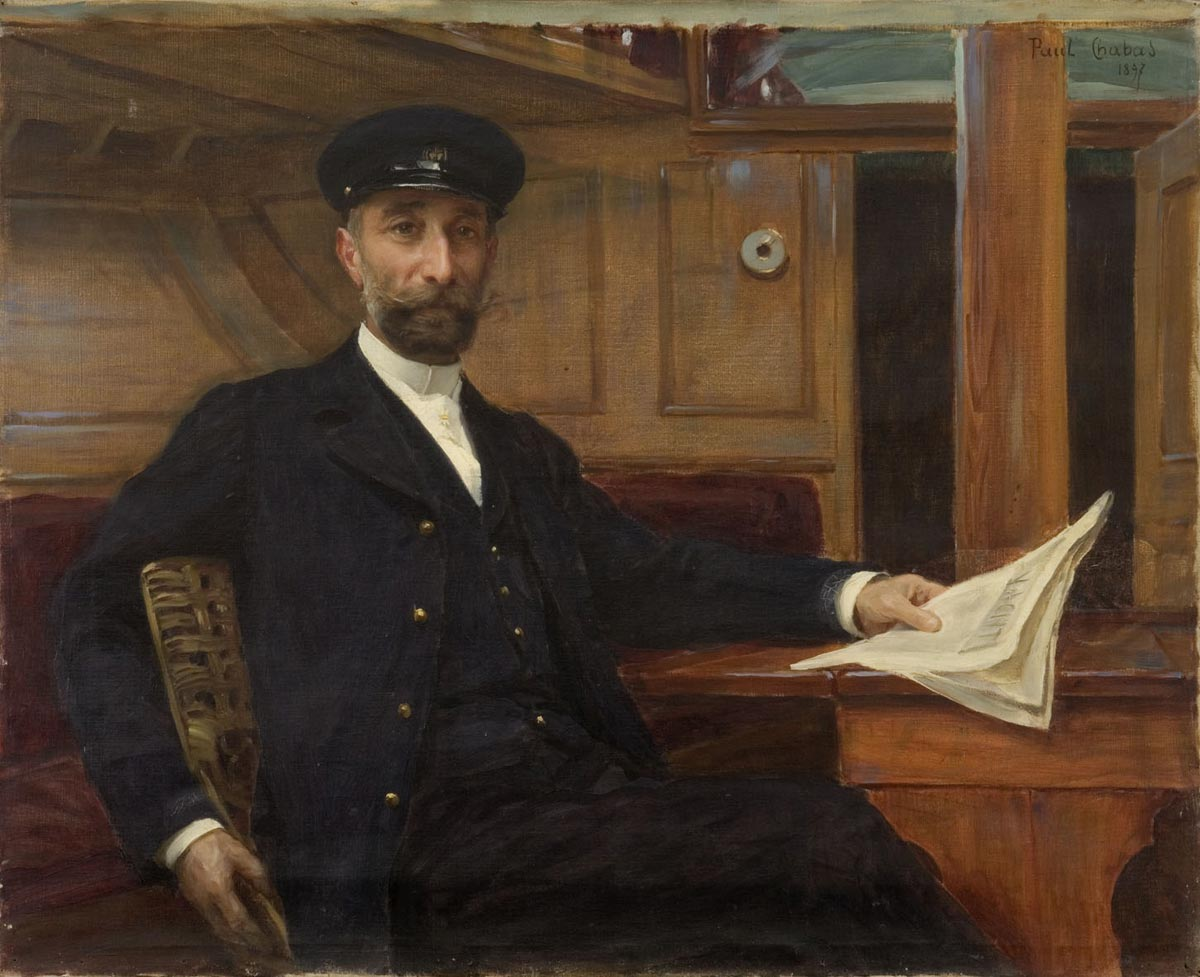
Tableau de Paul Chabas représentant Rogatien Levesque.

Propriétaire du château de la Poterie, acquis par son père Louis Auguste Levesque (1809-1888), il y installe un chenil et est maître d'équipage de chasse à courre, possédant une meute de deux cents chiens. Il est par ailleurs propriétaire de voiliers et de yachts à vapeur.
En 1912, il est élu maire de la commune puis en 1920, au décès de Donatien Louis Marie de Sesmaisons, il devient conseiller général de la Chapelle-sur-Erdre, siégeant avec la majorité conservatrice.
Il meurt en cours de mandat le 27 janvier 1922.

#### Julien Poydras de la Lande
(2 décembre 1844 à Nantes - 15 juin 1912 à Paris)
Petit-neveu de Julien Poydras de la Lande, il est premier édile du 17 mai 1896 au 15 juin 1912, date de son décès. Il fut par ailleurs membre de la Société des sciences naturelles de l'Ouest de la France.

#### Pierre Lucas
(7 mai 1821 à La Chapelle-sur-Erdre - 21 mai 1904)
Laboureur, il effectue deux mandats non consécutifs de maire sur de brèves périodes. Une première fois à la chute du Second Empire, d'octobre 1870 à mai 1871, et une seconde en 1881.

## Conseil municipal actuel
Les 33 sièges composant le conseil municipal ont été pourvus le 15 mars 2020 lors du premier tour de scrutin. Actuellement, il est réparti comme suit : 

## Résultats des élections municipales
Longtemps conservatrice, la commune vote depuis 1989 à gauche aux élections municipales.